# Râul Budoș, Jaidon
Râul Budoș este un curs de apă, afluent al Pârâului lui Floriș. 